# Martina Michels
Martina Michels (ur. 1 grudnia 1955 w Bad Saarow) – niemiecka polityk związana z Berlinem, posłanka do landtagu, deputowana do Parlamentu Europejskiego VII, VIII i IX kadencji.

## Życiorys
Po uzyskaniu matury w 1975 studiowała filozofię na Uniwersytecie Humboldtów w Berlinie, uzyskując dyplom w 1985. Pracowała w organizacji oświatowej, następnie była urzędniczką we wschodnioniemieckich ministerstwach. Od 1976 do rozwiązania należała do komunistycznej partii SED. W latach 1989–1990 pełniła funkcję radnej miejskiej. Po przemianach politycznych zaangażowana w działalność PDS i Die Linke. Od 1991 wybierana do berlińskiej Izby Deputowanych, była jej wiceprzewodniczącą w latach 1996–1999 i 2001–2006. 5 września 2013, po śmierci Lothara Bisky'ego, objęła mandat eurodeputowanej VII kadencji. W Parlamencie Europejskim przystąpiła do frakcji Zjednoczonej Lewicy Europejskiej i Nordyckiej Zielonej Lewicy. W 2014 i 2019 z powodzeniem ubiegała się o europarlamentarną reelekcję.